# 白山長瀧站
白山長瀧站（日语：／ Hakusan-nagataki eki */?）是位於岐阜縣郡上市白鳥町長瀧，長良川鐵道的越美南線車站。車站編號是35。

## 歷史
- 1988年（昭和63年）8月6日 - 車站啟用[1]。

## 車站構造

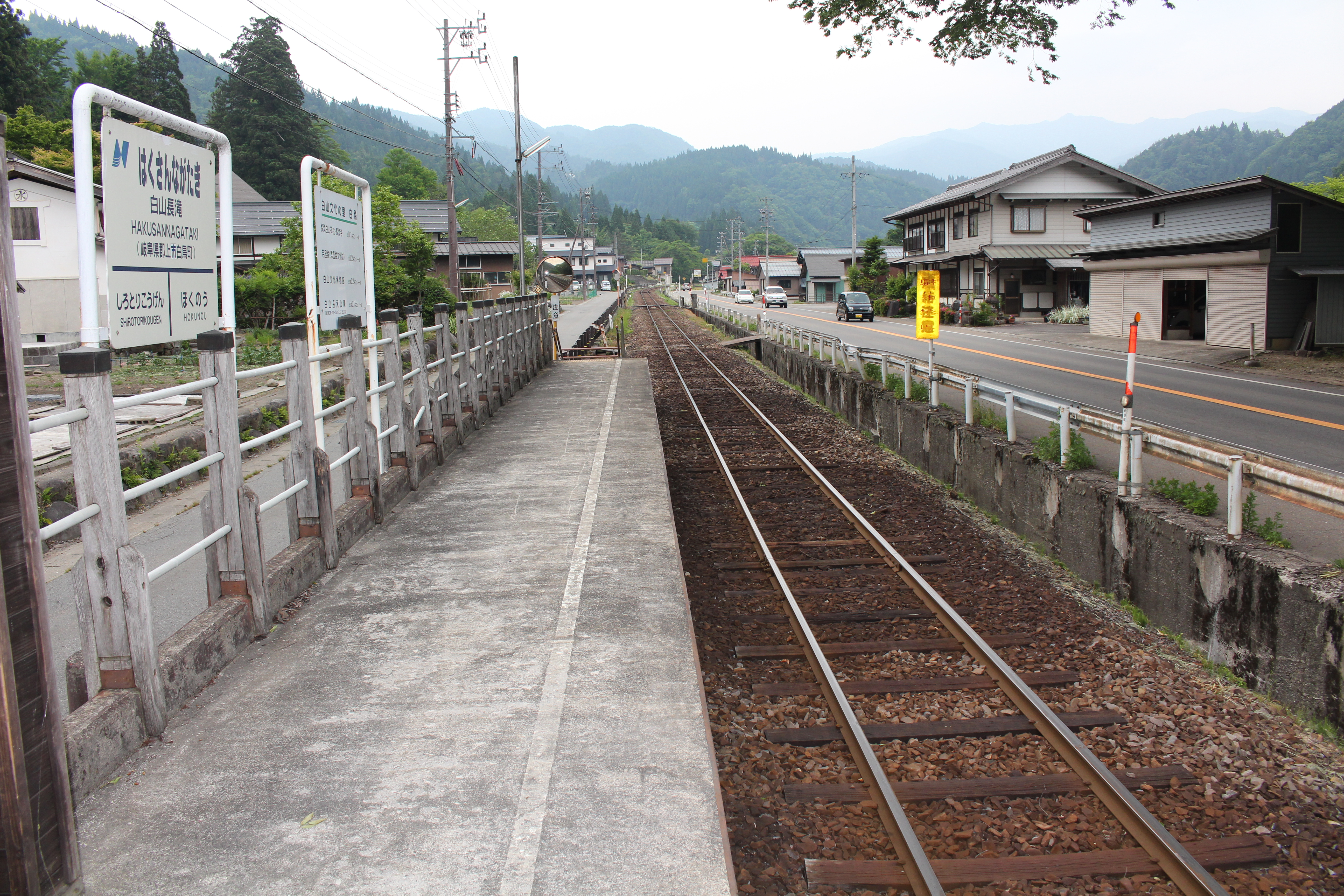
月台，後方為車站出入口

車站是一座地面車站，設有1面1線單式月台。此站沒有車站大樓，候車室位於月台中央。
此站是無人車站。月台靠近北濃一方設有出入口。此站沒有自動售票機。

## 使用狀況
| 年度               | 1日平均 乘車人次 | 1日平均 乘車人次 |
| ------------------ | ---------------- | ---------------- |
| 2011年（平成23年） | 10               |                  |
| 2012年（平成24年） | 6                |                  |
| 2013年（平成25年） | 7                |                  |
| 2014年（平成26年） | 4                |                  |
| 2015年（平成27年） | 3                |                  |

## 車站周邊
- 長瀧白山神社（日语：長滝白山神社）
- 白山長瀧寺（日语：長瀧寺）
- 道之驛白山文化之里長瀧（日语：道の駅白山文化の里長滝）
- 白山文化博物館（日语：白山文化博物館）
- 長良川
- 國道156號

## 相鄰車站
長良川鐵道
越美南線
白鳥高原（35）－白山長瀧（36）－北濃（37）

## 注腳
1. 1 2  曾根悟（監修）. 朝日新聞出版分冊百科編集部（編集） , 编. . 週刊朝日百科. 26号 長良川鉄道・明知鉄道・樽見鉄道・三岐鉄道・伊勢鉄道. 朝日新聞出版. 2011-09-18: 11 （日语）.

## 外部連結
- 白山長瀧站｜【官方網站】長良川鐵道株式會社 （页面存档备份，存于）（日語）